# تامی بوون (بازیکن فوتبال)
تامی بوون (انگلیسی: Tommy Bowen؛ 9 November 1900 – ۱۹۵۴ (۵۳−۵۴ سال)) بازیکن فوتبال بود.